# Club Bàsquet Sant Josep Obrer
El Club Bàsquet Sant Josep Obrer (CB Sant Josep Obrer) és un club de basquetbol català del barri de Pubilla Cases de l'Hospitalet de Llobregat.
Va ser creat l'any 1964 amb un primer equip femení del col·legi Sant Josep Obrer. En aquesta primera etapa participà en lligues estatals i guanyà dos campionats d'Espanya de forma consecutiva (1975 i 1976). Durant la dècada del 1990 el club tingué quinze equips femenins i es començaren a formar equips masculins. L'any 2001 l'entitat patí una crisi institucional i es reformà el 2004, convertint-se en una entitat totalment separada del col·legi Sant Josep Obrer. La missió del club és potenciar el bàsquet de formació i fomentar l'educació en valors a través de jornades de sensibilització.